# Dicionário Português-Chinês
O Dicionário Português-Chinês (em chinês:  葡漢辭典) é um dicionário de tradução das línguas portuguesa e chinesa escrito por Michele Ruggieri na década de 1580. É considerado o primeiro dicionário luso-chinês, tendo sido posteriormente melhorado por Matteo Ricci e Sebastião Fernandes.